# Pueblo de Arriba
Pueblo de Arriba est une localité uruguayenne du département de Tacuarembó.

## Localisation
Situé à l'est du département de Tacuarembó et du río Tacuarembó, Pueblo de Arriba s'étire le long de la route 44, à 2,5 km au nord-est de la localité de Ansina.

## Population
La localité compte 170 habitants d'après le recensement de 2011. Aucune donnée n'existe pour les précédents recensements car Pueblo de Arriba dépendait alors de la localité de Ansina.

## Source
- (es) Cet article est partiellement ou en totalité issu de l’article de Wikipédia en espagnol intitulé « Pueblo de Arriba » (voir la liste des auteurs).